# رودولفو فیشر
رودولفو فیشر (انگلیسی: Rodolfo Fischer; ۲ آوریل ۱۹۴۴ – ۱۶ اکتبر ۲۰۲۰) بازیکن فوتبال اهل آرژانتین بود.
از باشگاه‌هایی که در آن بازی کرده‌است می‌توان به باشگاه ورزشی سن لورنسو آلماگرو، باشگاه فوتبال بوتافوگو، و باشگاه ورزشی ویتوریا اشاره کرد.
وی همچنین در تیم ملی فوتبال آرژانتین بازی کرده‌است.